# 美夢成真 (香港電視劇)
《美夢成真》，香港亞洲電視製作的時裝電視劇，全劇共30集，監製陳樹楷。主要演員有林韋辰、王薇、羅青浩、韋家雄、陳靖允、黃璦瑤、徐二牛、容錦昌等。首播於1995年2月。
此劇是當時在馬來西亞發展不俗的林韋辰在1994年被亞洲電視高薪邀請回港簽約後首部參與演出的電視劇。

## 演員表
- 林韋辰 飾 侯山河
- 王薇 飾 陳菁菁/方林林
- 江圖 飾 胡東流
- 羅青浩 飾 蘇大同
- 容錦昌 飾 莫細強
- 韋家雄 飾 李雪明
- 陳靖允 飾 周如心
- 徐二牛 飾 蔣兆麟
- 梁錦燊 飾 段松斤
- 譚少英 飾 鄧玉玲
- 葉靖怡 飾 姚曼娜
- 鮑起靜 飾 張淑英
- 夏春秋 飾 侯國泰
- 李岡 飾 陸一龍
- 黃璦瑤 飾 黃秀雯
- 劉錫賢 飾 沈祥興
- 關偉倫 飾 德哥
- 萬斯敏 飾 Cecili
- 麥基 飾 李志仁
- 陳麗雲 飾 羅麗娥
- 吳廷燁 飾 馬冠武
- 甘山 飾 葉名揚
- 李樹佳 飾 文家傑
- 馮國 飾 趙海
- 鄭恕峰 飾 錢大衛
- 周兆麟 飾 阿天
- 饒芷昀 飾 林浣芳
- 王清河 飾 菁菁爺爺
- 鄧咪咪 飾 菁菁嫲嫲
- 蔡美蘭 飾 Rose
- 洪玉蘭 飾 Money
- 林子博 飾 Dicky

## 外部連結
- 林韋辰入行34年三度進出TVB 57歲保養得宜 全靠兩個秘訣 （页面存档备份，存于）